# Monthey
Monthey là thủ phủ của huyện Monthey ở bang Valais ở Thụy Sĩ.
Dân số năm 2004 là 15.118 người. Monthey nằm ở bờ tây của thung lũng sông Rhone, phía nam của hồ Leman. Monthey có vai trò kinh tế quan trọng đối với Thụy Sĩ với công ty hoá chất Ciba-Geigy (nay là Novartis, Syngenta và Cimo) và công ty luyện kim Giovanola, có một nhà máy lọc dầu ở Collombey-Muraz, gần Monthey. Thành phố nằm gần khu vực thể thao mùa Đông Portes du Soleil.
Thành phố này là quê hương của Bolliger & Mabillard.
Lâu đài ở trung tâm thành phố được xây năm 950.

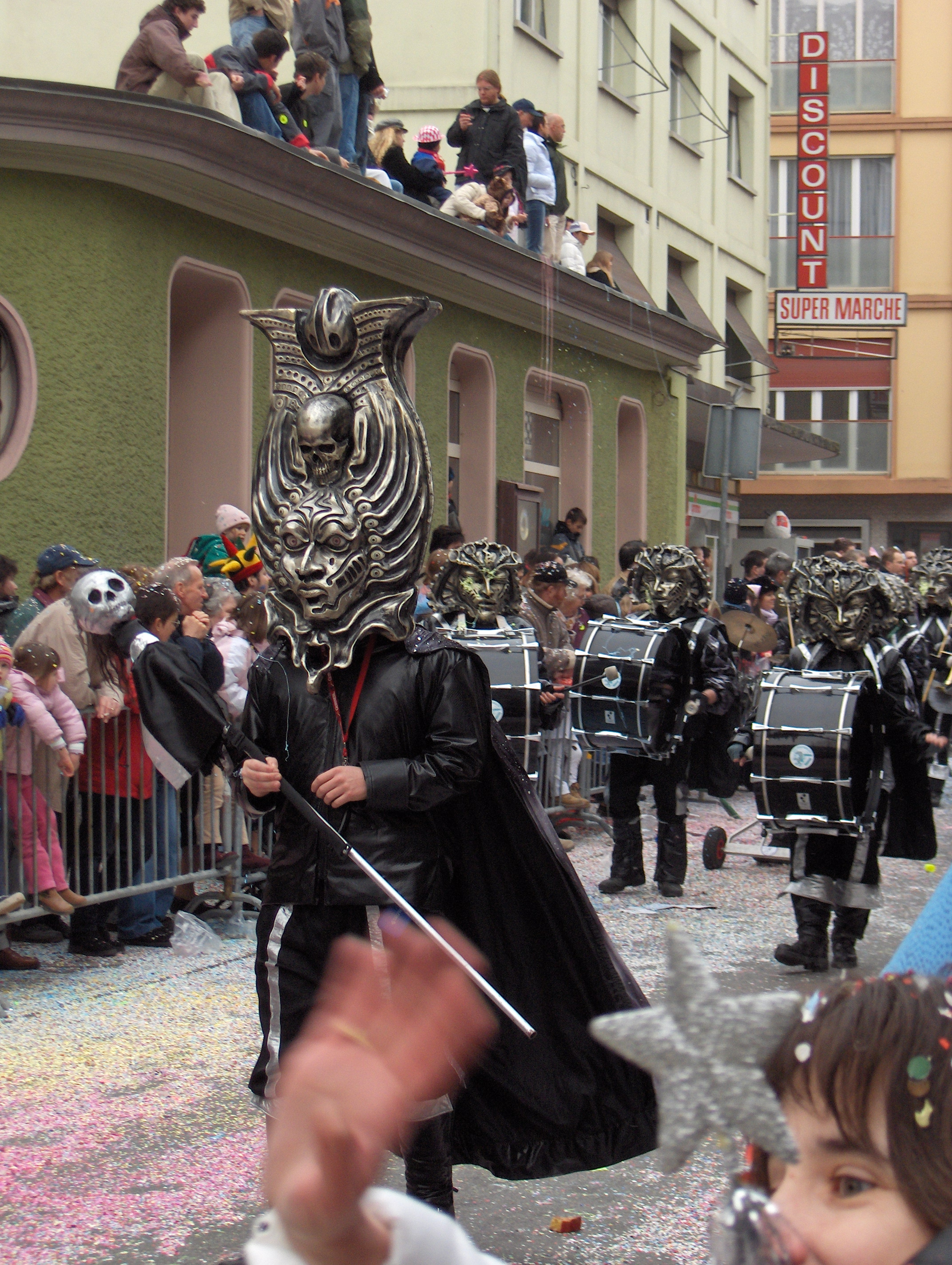
Carnival ở Monthey (2007)

## Thành phố kết nghĩa
- Tubingen, Đức
- Ivrea, Italia
- Diekirch, Luxembourg